# バケットローダ

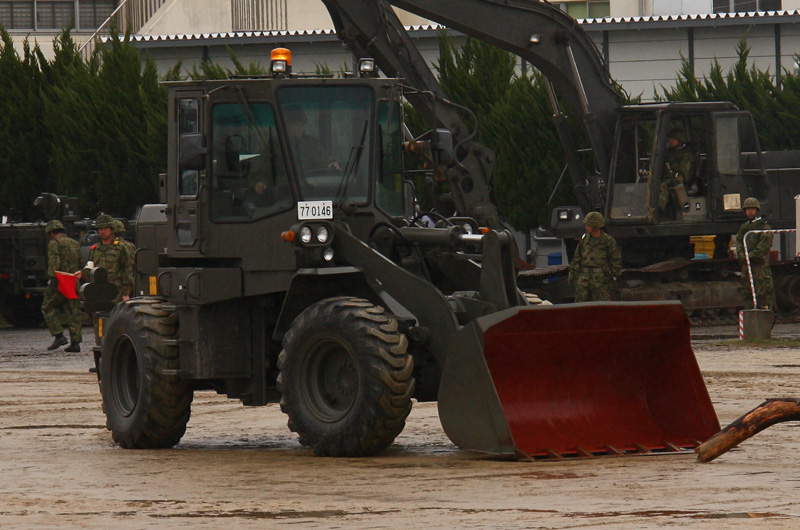
バケットローダ

バケットローダ（ばけっとろーだ）は、陸上自衛隊の施設科の装備。民間ではホイールローダーと呼ばれることもある建設車両の一種である。

## 諸元
- 全長：7,160mm（バケット接地時）
- 全幅：2,450mm
- 全高：4,855mm
- 全備重量：約10,500kg
- 掘削深：315mm
- 最高速度：38km/h
- 登坂能力：約tanθ58%
- 定格出力：120ps
- 最小回転半径：5.2m

（データは一例。他多数のバリエーションあり）

## 特徴
民生品の流用であるため、OD色である以外に市販のものと変更点は無い。そのため市販の製品がモデルチェンジを行えば陸上自衛隊のローダーもその年の納入分からモデルチェンジする。
汎用性が高く施設科に限らず、様々な部隊へ配備されている。近年は操縦手が乗車することが危険な任務にも対応できるよう、遠隔操作が可能なリモコン装置付きのものも登場している。
土砂の積み込み、掘削、整地、牽引、除雪などさまざまな役割を果たす。なお、除雪の場合はアタッチメントをバケットからブレードに変更する。使い勝手の良さから陸上自衛隊に限らず、航空自衛隊でも基地整備用に多数が導入運用されている。
市街地戦闘訓練や創立記念行事での訓練展示において、バケット部分に普通科隊員が乗車し、建物の2階や3階から突入する奇抜な作戦が公開された事もある。

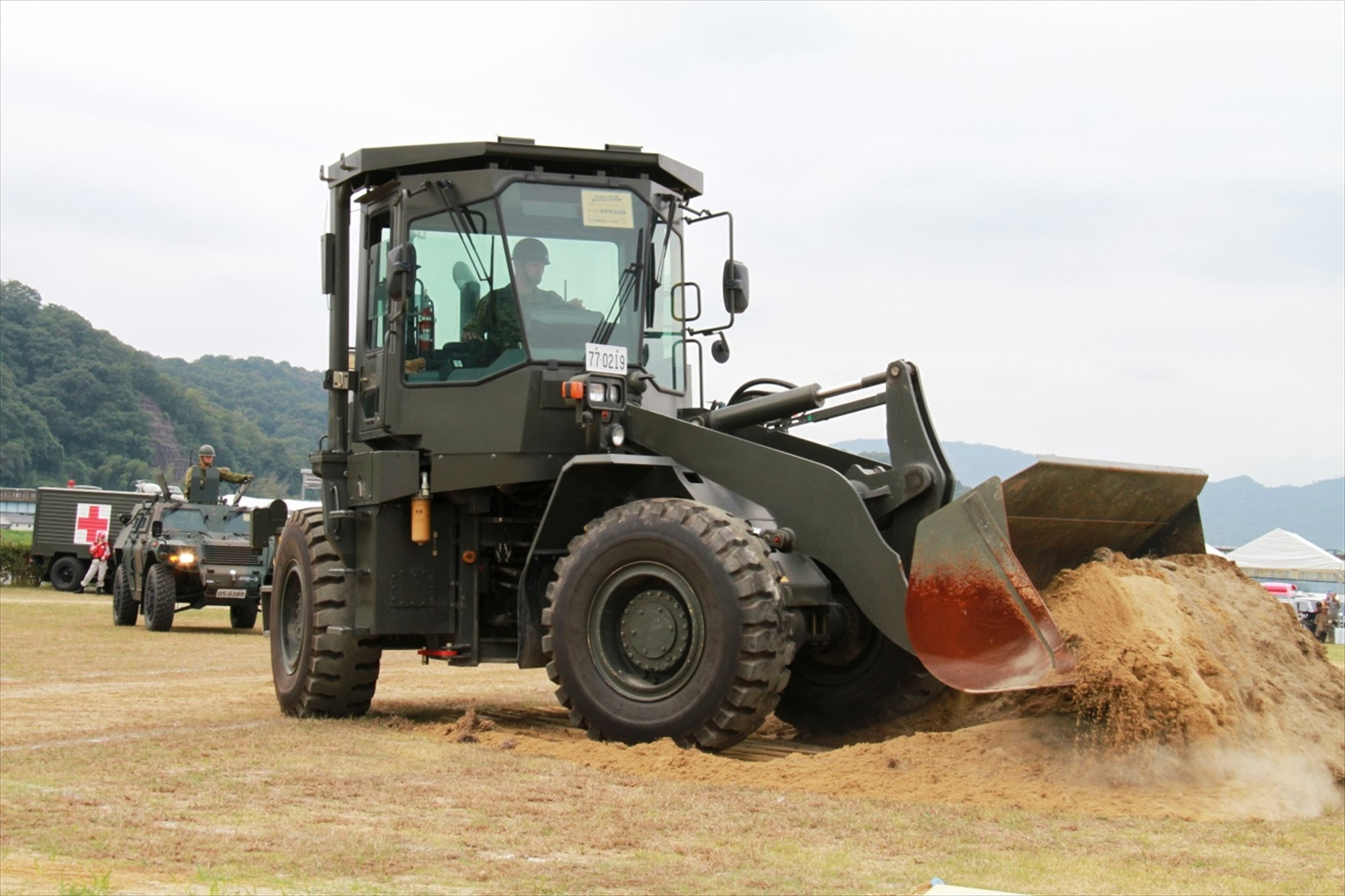
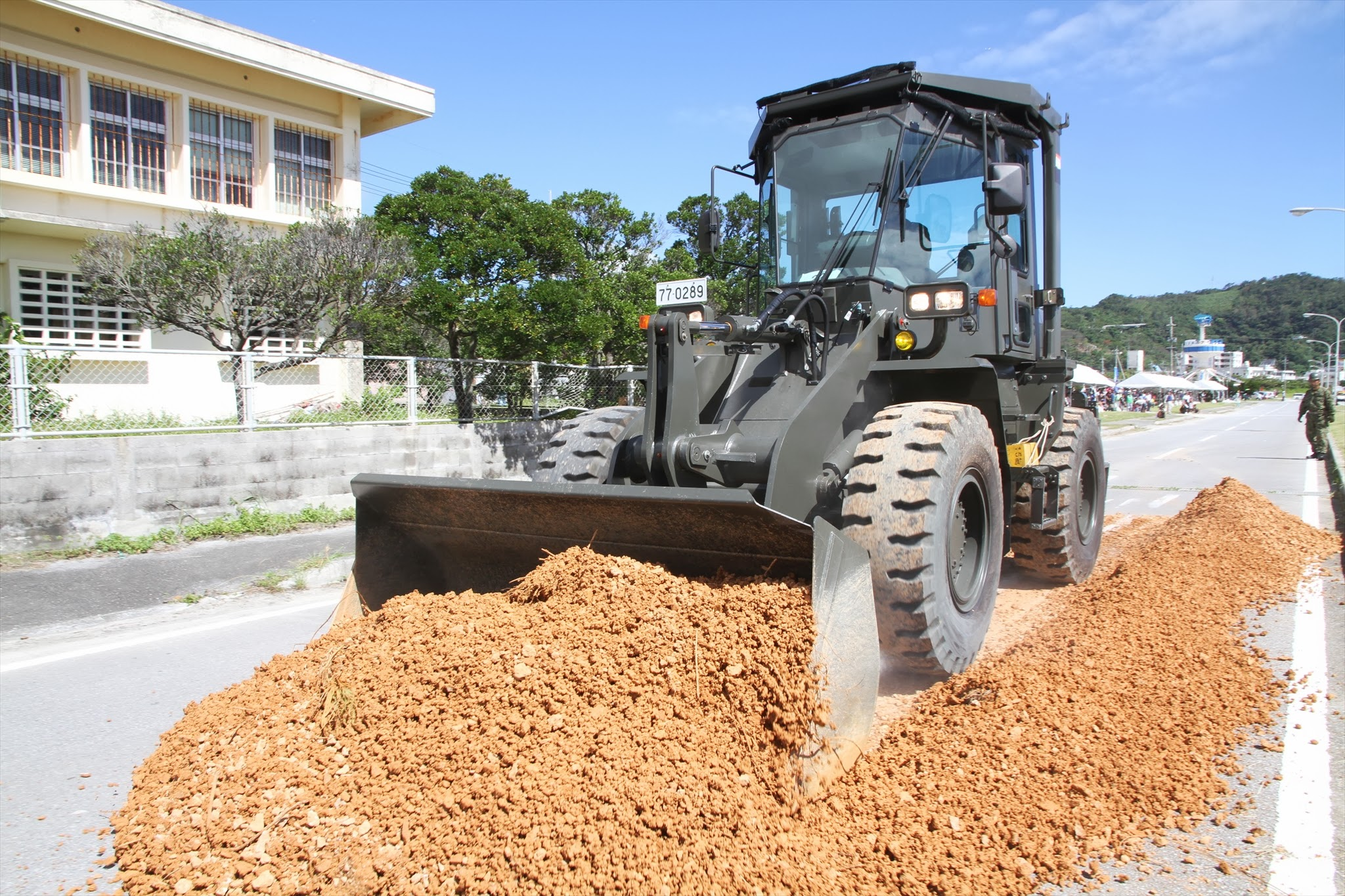
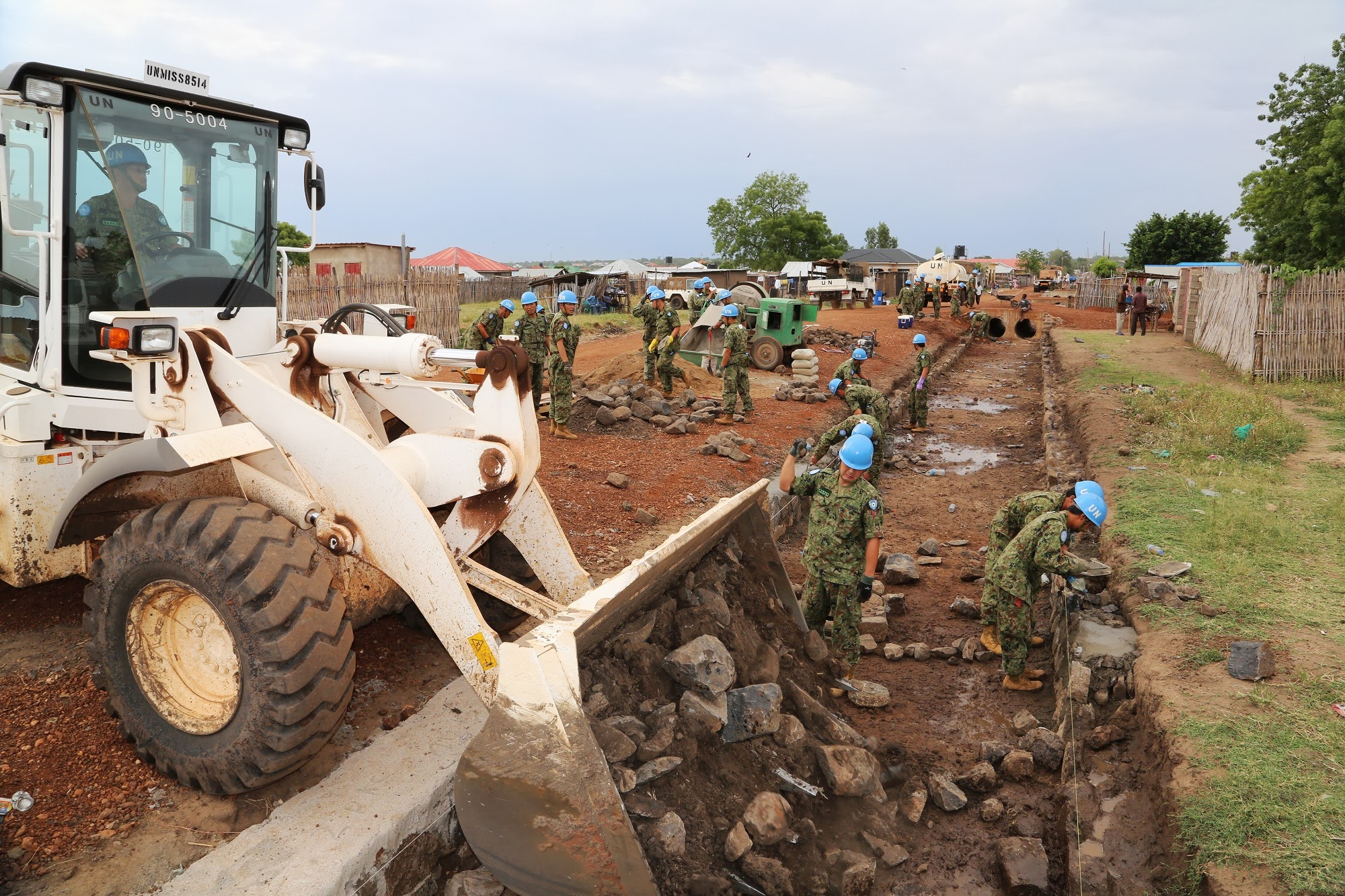

## 製作
- 川崎重工業
- キャタピラージャパン
- 小松製作所（コマツ）
- コベルコ建機